# Бондаренко, Владимир Григорьевич
Влади́мир Григо́рьевич Бондаре́нко (род. 16 февраля 1946, Петрозаводск) — русский публицист и литературный критик, журналист. Заместитель главного редактора газеты «Завтра». Главный редактор «День литературы» (1997—2017).

## Биография
Владимир Бондаренко родился 16 февраля 1946 года в Петрозаводске.
В 1969 году окончил Государственную лесотехническую академию в Ленинграде, затем — Литературный институт им. А. М. Горького в Москве. После его окончания работает заведующим литературным отделом в Малом театре, во МХАТе им. М. Горького у режиссёра Татьяны Дорониной.
В 1990 году стал заместителем главного редактора газеты «День», в ноября 1993 года — заместителем главного редактора (Александра Проханова) еженедельной газеты «Завтра», где в то время работали Шамиль Султанов, Николай Анисин, Евгений Нефёдов, Сергей Соколкин, Андрей Фефелов, Василий Проханов.
С мая 1997 года по 2017 год — редактор приложения к газете «Завтра» — «День литературы», затем — шеф-редактор.
С ноября 2017 издание «День литературы» стало органом Союза писателей России.
В 1990 году подписал «Письмо 74-х».
Член Союза писателей России с 1991 года. Публикуется в газете «Литературная Россия», журнале «Наш современник».
В 1994 году после интервью с Александром Зиновьевым, призывавшего к свержению антинародного режима «предателей и коллаборационистов», против Бондаренко было возбуждено уголовное дело.

## Семья
Брат поэтессы Елены Сойни. Племянник Героя Советского Союза Прокопия Галушина. Отец кельтолога Григория Бондаренко и политолога Олега Бондаренко.

## Награды
- 2004 — «Большая литературная премия России» Союза писателей России за книгу «Три лика русского патриотизма».
- 2006 — Благодарность Министра культуры и массовых коммуникаций Российской Федерации (24 января 2006 года) — за значительный вклад в развитие российской культуры и в связи с 60-летием со дня рождения[3].
- 2010 — Памятная медаль «150-летие А. П. Чехова», Министерство культуры РФ.
- 2016 — Горьковская литературная премия — в номинации «Русский дом» (критика, литературоведение) — за книгу «Бродский. Русский поэт»[4].